# داني روبين
داني روبين (26 يوليو 1991 في الولايات المتحدة - ) (بالإنجليزية: Danny Rubin)‏ هو لاعب كرة سلة أمريكي في مركز مدافع مسدد الهدف. لعب مع חלבדיעהלך'/ש ‏.

## وصلات خارجية
- داني روبين على موقع كرة السلة الأوروبية.كوم (الإنجليزية)
- داني روبين على موقع كلية كرة السلة في سبورتس رفرنس.كوم (الإنجليزية)
- داني روبين على موقع ريلجم (الإنجليزية)
- داني روبين على موقع بروبوليرز (الإنجليزية)